# Liste der Monuments historiques in Collongues (Alpes-Maritimes)
Die Liste der Monuments historiques in Collongues (Alpes-Maritimes) führt die Monuments historiques in der französischen Gemeinde Collongues auf.

## Liste der Objekte
Zum Verständnis siehe: Kirchenausstattung
| Bezeichnung | Beschreibung                                                                                                | Standort | Kennzeichnung | Schutzstatus | Datum | Bild |
| --- | --- | -------- | ------------- | ------------ | ----- | ---- |
| Reliquienskulptur                                                                                              | Holz, vergoldet, 18. Jahrhundert; in der Kirche St-Roch                                                     | (Lage)   | PM06003424    | Inscrit      | 1977  |      |
| Zwei Prozessionslaternen                                                                                       | Messing und Holz, 19. Jahrhundert; in der Kirche St-Roch                                                    |          | PM06003426    | Inscrit      | 1977  |      |
| Gemälde mit Rahmen: Saint Honoré, saint Roch et saint Joseph                                                   | zweite Hälfte des 18. Jahrhunderts; in der Kirche St-Roch                                                   |          | PM06003420    | Inscrit      | 1977  |      |
| Gemälde mit Rahmen: La Vierge du Rosaire entourée des Saints Sébastien, Dominique, Catherine de Sienne, Marthe | 17. Jahrhundert; in der Kirche St-Roch                                                                      |          | PM06003421    | Inscrit      | 1918  |      |
| Prozessionskreuz                                                                                               | Kupfer und Holz, Anfang des 17. Jahrhunderts (Christusfigur aus dem 19. Jahrhundert); in der Kirche St-Roch |          | PM06000200    | Classé       | 1983  |      |
| Gemälde mit Rahmen: La Vierge entre Saint Jean-Baptiste et Saint Jean l’Evangéliste                            | erste Hälfte des 19. Jahrhunderts; in der Kirche St-Roch                                                    |          | PM06003422    | Inscrit      | 1977  |      |
| Reliquienskulptur Madonna mit Kind                                                                             | Holz, vergoldet, 18. Jahrhundert; in der Kirche St-Roch                                                     |          | PM06003423    | Inscrit      | 1977  |      |
| Hängeleuchter                                                                                                  | 19. Jahrhundert; in der Kirche St-Roch                                                                      |          | PM06003425    | Inscrit      | 1977  |      |
| Chorschranke                                                                                                   | Schmiedeeisen, 19. Jahrhundert; in der Kirche St-Roch                                                       |          | PM06003427    | Inscrit      | 1977  |      |
| Hauptaltar | Stuck, polchrom gefasst, 18. Jahrhundert; in der Kirche St-Roch                                             |          | PM06003428    | Inscrit      | 1977  |      |